# Sheila Youngová
Sheila Grace Youngová (* 14. října 1950 Birmingham, Michigan), provdaná Youngová-Ochowiczová, je bývalá americká rychlobruslařka a cyklistka.
Jako rychlobruslařka se na mezinárodních závodech poprvé objevila v roce 1971, startovala také na Zimních olympijských hrách 1972 (500 m – 4. místo, 1000 m – 17. místo) a na Mistrovství světa ve sprintu 1972 (8. místo). Následující rok světový šampionát ve sprintu poprvé vyhrála a 11. místem debutovala na vícebojařském mistrovství světa. Druhou zlatou sprinterskou medaili získala v roce 1975, tentýž rok vybojovala i bronz na světovém šampionátu ve víceboji. Ze zimní olympiády 1976 si odvezla tři medaile: zlatou ze závodu na 500 m, stříbrnou z 1500 m a bronzovou z 1000 m. Krátce po ZOH získala také bronz na Mistrovství světa ve víceboji a zlato na Mistrovství světa ve sprintu a poté ukončila sportovní kariéru. K aktivnímu závodění se vrátila v roce 1981, kdy dojela sedmá na světovém sprinterském šampionátu. V následujícím ročníku byla na tomto mistrovství třináctá, po sezóně 1981/1982 definitivně ukončila sportovní kariéru.
Jako dráhová cyklistka získala ve sprintu první medaili, bronzovou, na Mistrovství světa 1972. V letech 1973 a 1976 šampionát vyhrála. Po přestávce se v roce 1981 vrátila i k cyklistice a na MS vybojovala zlato (1981) a stříbro (1982).
V roce 1976 se vdala za cyklistu Jima Ochowicze, jejich dcera Elli je rovněž rychlobruslařkou.